# Église Saint-Samson de Saint-Samson-sur-Rance
Pour les articles homonymes, voir Église Saint-Samson.
L'église Saint-Samson est une église catholique située à Saint-Samson-sur-Rance, dans le département français des Côtes-d'Armor.

## Histoire

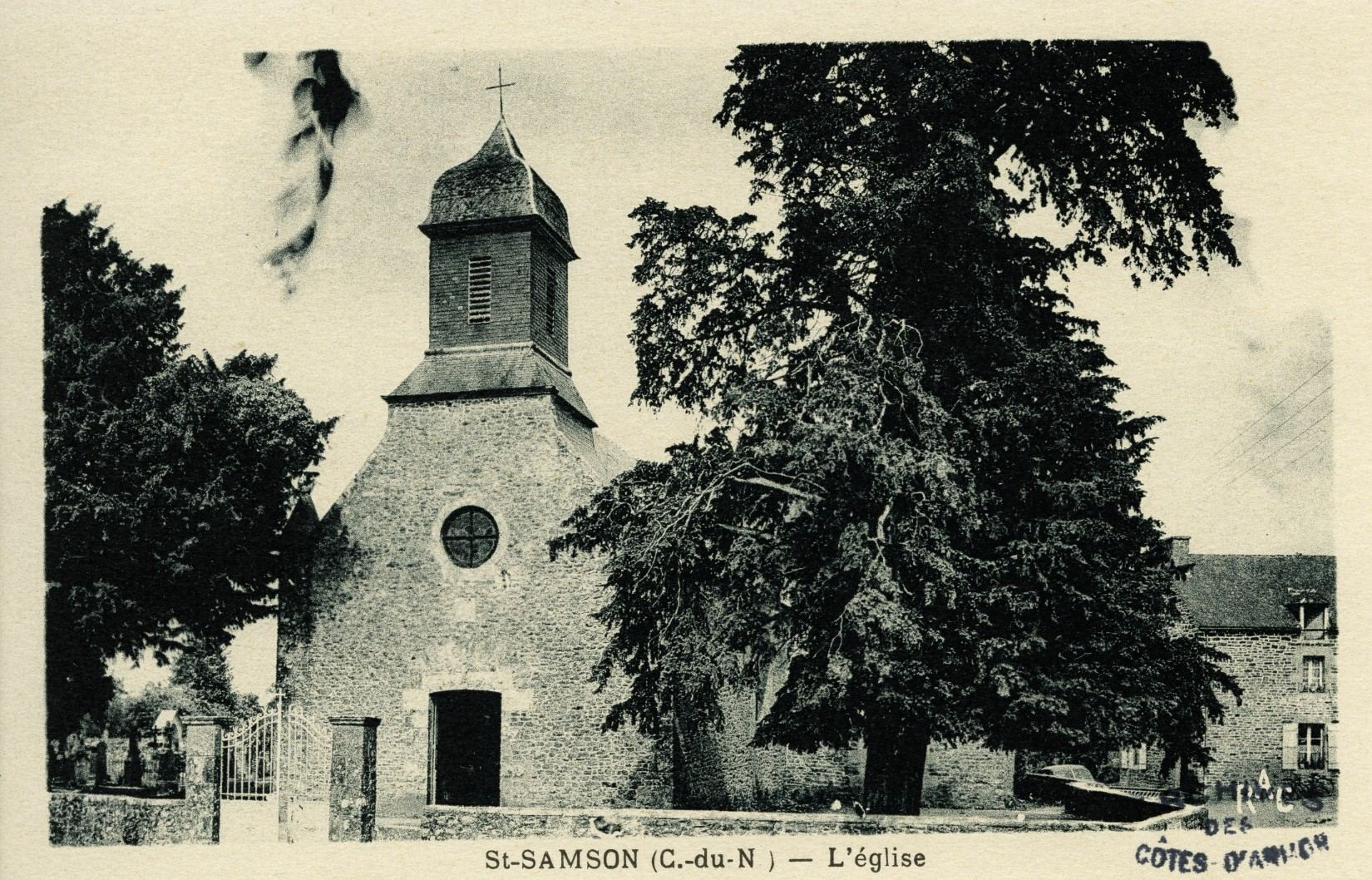
Saint-Samson-sur-Rance - Église.

L’église ancienne était située sur le bord de la mer à Livet, et fut détruite vers 1609. Un autre édifice fut construit au village voisin de La Chapelle, mais des défauts de construction obligèrent à sa reconstruction complète.
Elle fut donc rebâtie en 1740 par l'architecte malouin Michel Marion.
Elle fut bénie le 30 octobre 1740 par M. de Brunes de Montlouet, vicaire général de Dol.
Deux chapelles lui furent adjointes au milieu du XIXe siècle

## Description
Elle contient plusieurs éléments inscrits ou classés au titre des monuments historiques :
- un retable du maître-autel (XVIIIe siècle)[3],
- un retable latéral nord et son tabernacle (XIXe siècle)[4],
- un retable latéral sud (XIXe siècle)[5],
- une statue de Vierge à l'enfant (XVIIIe siècle)[6],
- un lutrin (XVIIIe siècle)[7].